# Pencoed
Pencoed (walisisch: Pen-coed, historisch auch Pen Coed) ist eine südwalisische Kleinstadt und Community in der Principal Area Bridgend County Borough. Beim Zensus 2011 hatte sie etwas mehr als 9.000 Einwohner.

## Geographie
Pencoed liegt in Südwales südlich der South Wales Valleys wenige Kilometer östlich von Bridgend am Ewenny River beziehungsweise an dessen Quellfluss Ewenny Fach sowie an deren Nebenflüsse Nant Crymlyn und Nant Heol y Geifr. Das Stadtzentrum liegt auf etwa 30 Metern überm Meeresspiegel zwischen den letzten beiden Flüssen, teils auch westlich des Nant Heol y Geifr. Nördlich des Stadtzentrums befindet sich noch der Stadtteil Pen-prysg, insgesamt bildet aber Pencoed einen zusammenhängenden Siedlungsraum. Neben der eigentlichen Stadt umfasst die Community auch noch große Teile des Umlandes der Stadt, insbesondere im Südwesten und Nordwesten. Während im Nordwesten noch große Teile eines Hügels mitsamt einem Areal namens Hirwaun Common sowie eine Gartenanlage namens Stirling Park zur Stadt gehören, liegen im Südwesten unter anderem die beiden Wälder Coed y Pebyll und Coed Pant-y-pistyll im Stadtgebiet. Zudem befindet sich dort die archäologisch für Funde aus der Jungsteinzeit und der Bronzezeit bekannte Höhle Ogof y Pebyll Cave, die als Scheduled Monument unter besonderem Schutze steht. Sowohl im Nordwesten als auch im Südwesten gibt es daneben noch einige Einzelsiedlungen in Form von Bauernhöfen.
Verwaltungsgeographisch bildet Pencoed eine eigene Community, die zum Bridgend County Borough gehört. Es grenzt im Osten an die zu Rhondda Cynon Taf gehörende Community Llanharan. Wahlkreisgeographisch gehört die Stadt zum britischen Wahlkreis Ogmore beziehungsweise zu dessen walisischem Pendant.

## Geschichte
Möglicherweise fand im frühen 8. Jahrhundert nahe der heutigen Stadt die Schlacht von Pencon zwischen dem Königreich Mercia und den Britonen statt, die Lokalisierung ist aber umstritten. Trotz einer Anbindung an die Eisenbahn hatte Pencoed, damals noch als Pen Coed bezeichnet, Mitte des 19. Jahrhunderts nur wenige Hundert Einwohner. Ein Aufschwung kam erst im 20. Jahrhundert. 1998 fand der nationale Eisteddfod in Pencoed statt.
Einwohnerzahlen
| Jahr      | 1851 | 1861 | 1871 | 1881 | 1891 | 1901 | 1911 | 1921 | 1931 | 1941 | 1951 | 1961 | 1971 | 1981 | 1991 | 2001 | 2011 |
| --------- | ---- | ---- | ---- | ---- | ---- | ---- | ---- | ---- | ---- | ---- | ---- | ---- | ---- | ---- | ---- | ---- | ---- |
| Einwohner | 490  | 604  | 623  | 783  | 866  | 1179 | 1894 | 2238 | 2791 | ?    | 3698 | 3948 | ?    | ?    | ?    | ?    | 9166 |

## Infrastruktur
Pencoed besitzt mehrere Spielplätze, Grünflächen und Sportflächen. Ebenso existieren mehrere Kirchen. Die Stadt hat zudem sowohl zwei Grundschulen als auch eine Comprehensive School als auch eine Hochschule. Im Südosten der Stadt steht ein großes, mit Sony in Verbindung stehendes Werk, wo unter anderem Mikrocomputer vom Typ Raspberry Pi hergestellt werden. Ferner hat die Royal Mail in Pencoed ein eigenes Postamt.

## Verkehr
Pencoed ist ein Haltepunkt an der South Wales Main Line. Zudem führt an Pencoed der M4 motorway entlang, der am südlichen Stadtrand von der A473 road gekreuzt wird. Ein Autobahnkreuz ermöglicht hier ein Auf- und Abfahren auf die Fernstraße. Zusätzlich ist Pencoed ans Busnetz angebunden, unter anderem mit Verbindungen nach Bridgend, Porthcawl, Pontypridd, Cardiff und Aberystwyth.

## Bauwerke
Acht Gebäude in Pencoed wurden auf die Statutory List of Buildings of Special Architectural or Historic Interest gesetzt, allesamt als Grade II buildings. Dazu zählen zwei Brücken, zwei Kapellen, die Hochschule und ein Kriegsdenkmal.

## Persönlichkeiten
- Paul Amos, Schauspieler

## Städtepartnerschaften
- Waldsassen (seit 1987)[13]
- Plouzané (seit 1996)